# Macrodasys pacificus
Macrodasys pacificus är en djurart som tillhör fylumet bukhårsdjur, och som beskrevs av Schmidt 1974. Macrodasys pacificus ingår i släktet Macrodasys och familjen Macrodasyidae. Inga underarter finns listade i Catalogue of Life.